# Río Verdugo
Der Río Verdugo ist ein knapp 40 km langer Küstenfluss in den Provinzen Lugo und Pontevedra in der autonomen Region Galicien im Nordwesten Spaniens. 

## Verlauf
Der Río Verdugo entspringt in den galicischen Bergen nördlich des Weilers (pedanía) Ricovanca in der Provinz Lugo. Er fließt hauptsächlich in südwestliche und westliche Richtungen und mündet schließlich bei der Kleinstadt Ponte Sampaio in die Meeresbucht der Ría de Vigo.

## Nebenflüsse
Mehrere kleine Flüsse (darunter der Río Barbeira, der Río Calvelle und der Río Oitavén) und Bäche (regueiros) speisen den Rio Verdugo.

## Sehenswürdigkeiten
Wenige Kilometer hinter der Quelle quert eine rustikale mittelalterliche Steinbrücke (Puente de Ricovanca) den noch jungen Fluss.